# Uitdoelpunt
Een uitdoelpunt of een doelpunt op verplaatsing is in het voetbal een doelpunt dat gemaakt wordt door de uitspelende ploeg. In bepaalde toernooien kan het deel uitmaken van de spelregels.

## De spelregel
De regel luidt als volgt: Wanneer over twee wedstrijden geteld de totaalstand een gelijkspel inhoudt, is de winnaar de ploeg met de meeste uitdoelpunten.
De regel kan enkel eerlijk worden toegepast wanneer een duel wordt beslist in een uit- en thuiswedstrijd. Bij een wedstrijd op neutraal terrein wordt de regel normaalgezien niet toegepast.
Voorbeeld:
- Uit 1-2 (verloren), thuis 1-1 gespeeld. De totaalstand is nu samengeteld 2-3, er is dus duidelijk een winnaar.
- Uit 1-2 (verloren), thuis 1-0 (gewonnen). Samengeteld geven deze uitslagen 2-2. Een ploeg is er echter in geslaagd eenmaal te scoren uit, de andere club heeft niet buitenshuis kunnen scoren. De club met de meeste uitdoelpunten is in dit geval de winnaar.
- Uit 0-0 (gelijk), thuis 1-1 (gelijk) gespeeld. Samengesteld geven deze uitslagen 1-1. De ploeg die buitenshuis heeft gescoord is de winnaar.
- Uit 1-1 (gelijk), thuis 0-0 (gelijk) gespeeld. De ploeg die buitenshuis heeft gescoord is de winnaar.
- Uit 4-6 (verloren), thuis 2-0 (gewonnen). De ploeg die thuis 2-0 won, is de winnaar overall.

## Bijzondere situaties
- Wanneer de standen exact gespiegeld zijn dan geeft ook deze regel geen uitsluitsel. In dit geval, en alleen  in dit geval worden er verlengingen gespeeld.

Voorbeeld: thuis 3-1 winnen, uit 3-1 verliezen. Totaal: 4-4 en beide hebben een uitdoelpunt. Geen winnaar.
- De organisator moet vooraf aangeven of, in een eventuele verlenging, de regel nog steeds van toepassing is. Zo niet, dan geeft de regel geen winnaar (meestal volgt dan een beslissing via een strafschoppenreeks).

Voorbeeld: 0-0 uit, 0-0 thuis. Dus verlenging, want stand is gespiegeld. Als na de verlenging de stand 1-1 is, kan het uitdoelpunt de doorslag geven en dus een winnaar aanwijzen.
- In het toernooi om de Braziliaanse voetbalbeker geldt een bijzondere regeling: als de uitspelende ploeg wint met een verschil van 2 of meer doelpunten, dan plaatst deze winnaar zich direct en wordt de tweede wedstrijd niet gespeeld.

## Europese competities
De UEFA besloot in 2021 de regel te schrappen dat uitdoelpunten bij een gelijke stand bepalen wie er doorgaat in knock-outfases van Europese toernooien. De uitdoelpuntenregel gold sinds de introductie van de UEFA-competities in 1965.